# Lista câștigătorilor Marilor Premii de Formula 1
Formula 1, abreviată F1, este clasa superioară în cursele auto cu monoposturi, definită de Federația Internațională de Automobilism (FIA), organul conducător al sporturilor cu motor. Cuvântul „Formula” din denumire se referă la un set de reguli cărora toți participanții și vehiculele trebuie să se conformeze. Sezonul Campionatului Mondial de F1 constă dintr-o serie de curse, cunoscute ca Mari Premii (Grands Prix), ce se desfășoară pe circuite speciale, sau în unele cazuri pe străzi închise ale orașelor. Cel mai celebru Mare Premiu este Marele Premiu al Principatului Monaco, din Monte Carlo. Rezultatele tuturor curselor sunt combinate pentru a determina doi campioni anuali, campionul la piloți și campionul la constructori.
Lewis Hamilton deține recordul pentru cele mai multe Mari Premii câștigate, având 105 victorii la activ, Michael Schumacher are în palmares 91 de victorii, iar Max Verstappen e al treilea cu 64 de victorii. Kimi Räikkönen are distincția de cea mai lungă perioadă dintre prima sa victorie și ultima. El a câștigat primul Mare Premiu în 2003 la Marele Premiu al Malaysiei, iar ultima sa victorie datează din 2018 de la Marele Premiu al Statelor Unite, un interval de 15 ani, 6 luni și 29 de zile. Sebastian Vettel este deținătorul recordului de cele mai multe victorii consecutive (9, în 2013). Cel mai tânăr câștigător al unui Mare Premiu este Max Verstappen, care avea 18  ani și 228 zile când a câștigat Marele Premiu al Spaniei din 2016. Luigi Fagioli este cel mai vârstnic câștigător al unui Mare Premiu de Formula 1; el având 53 de ani și 22 de zile când câștigase Marele Premiu al Franței în 1951.
Până la Marele Premiu de la Miami din 2025, din cei 777 de piloți care au început un Mare Premiu, 115 dintre aceștia au fost câștigători ai vreunui Mare Premiu de Formula 1. Primul câștigător a fost Giuseppe Farina la Marele Premiu al Marii Britanii din 1950, iar cel mai recent pilot care a obținut prima sa victorie este Oscar Piastri după ce a câștigat Marele Premiu al Ungariei din 2024.

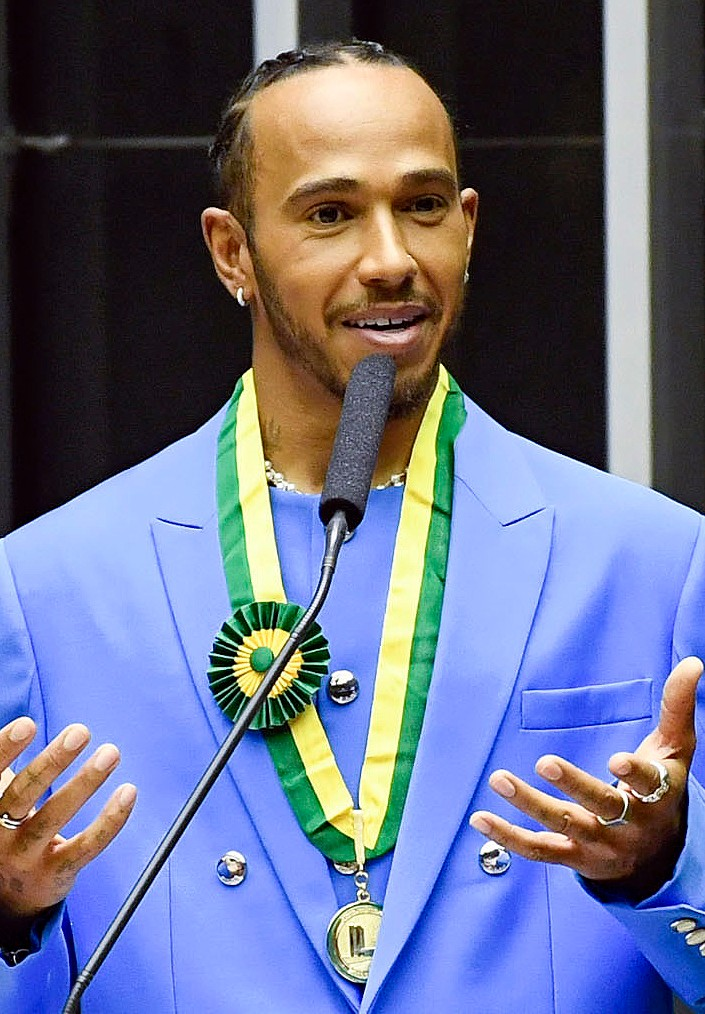
Lewis Hamilton deține recordul pentru cele mai multe Mari Premii câștigate, 105.
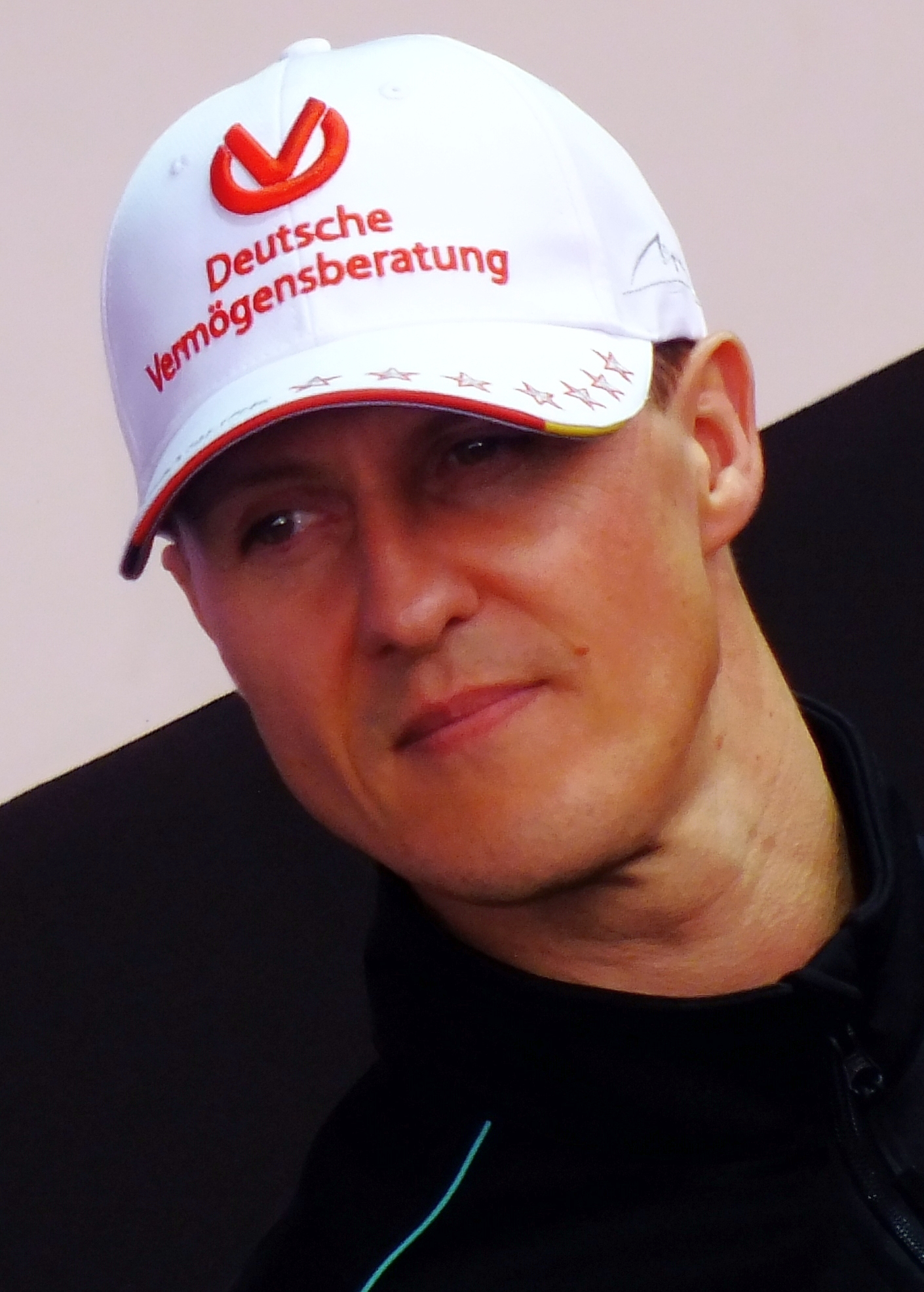
Michael Schumacher a câștigat 91 de Mari Premii.
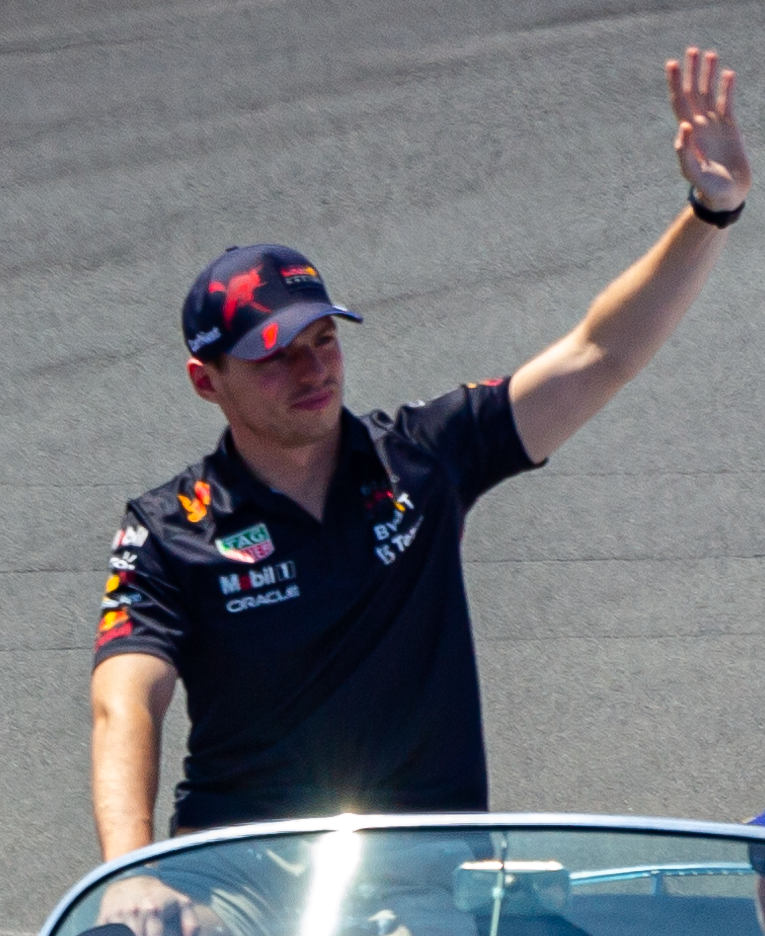
Max Verstappen a câștigat 64 de Mari Premii.
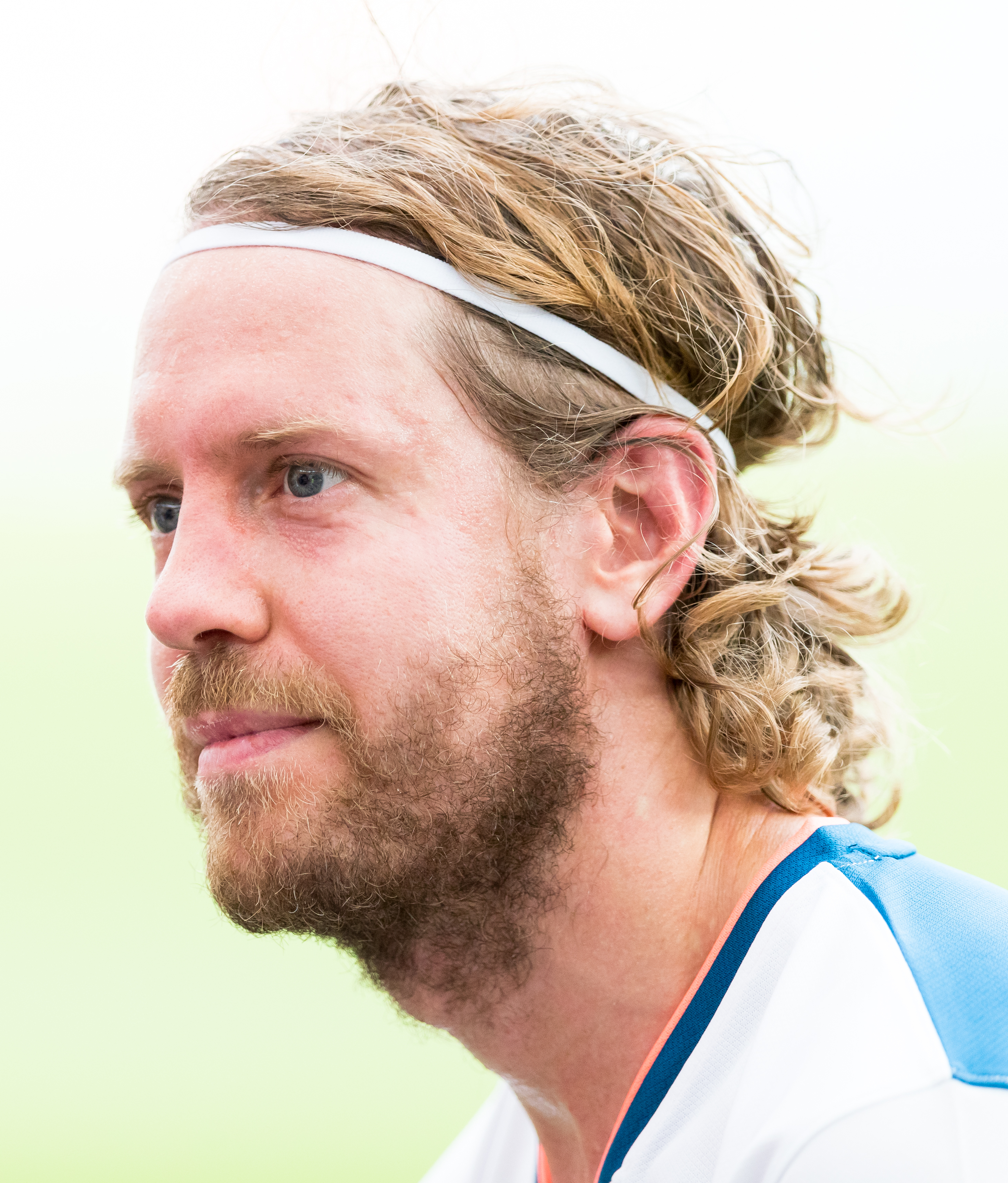
Sebastian Vettel a câștigat 53 de Mari Premii.
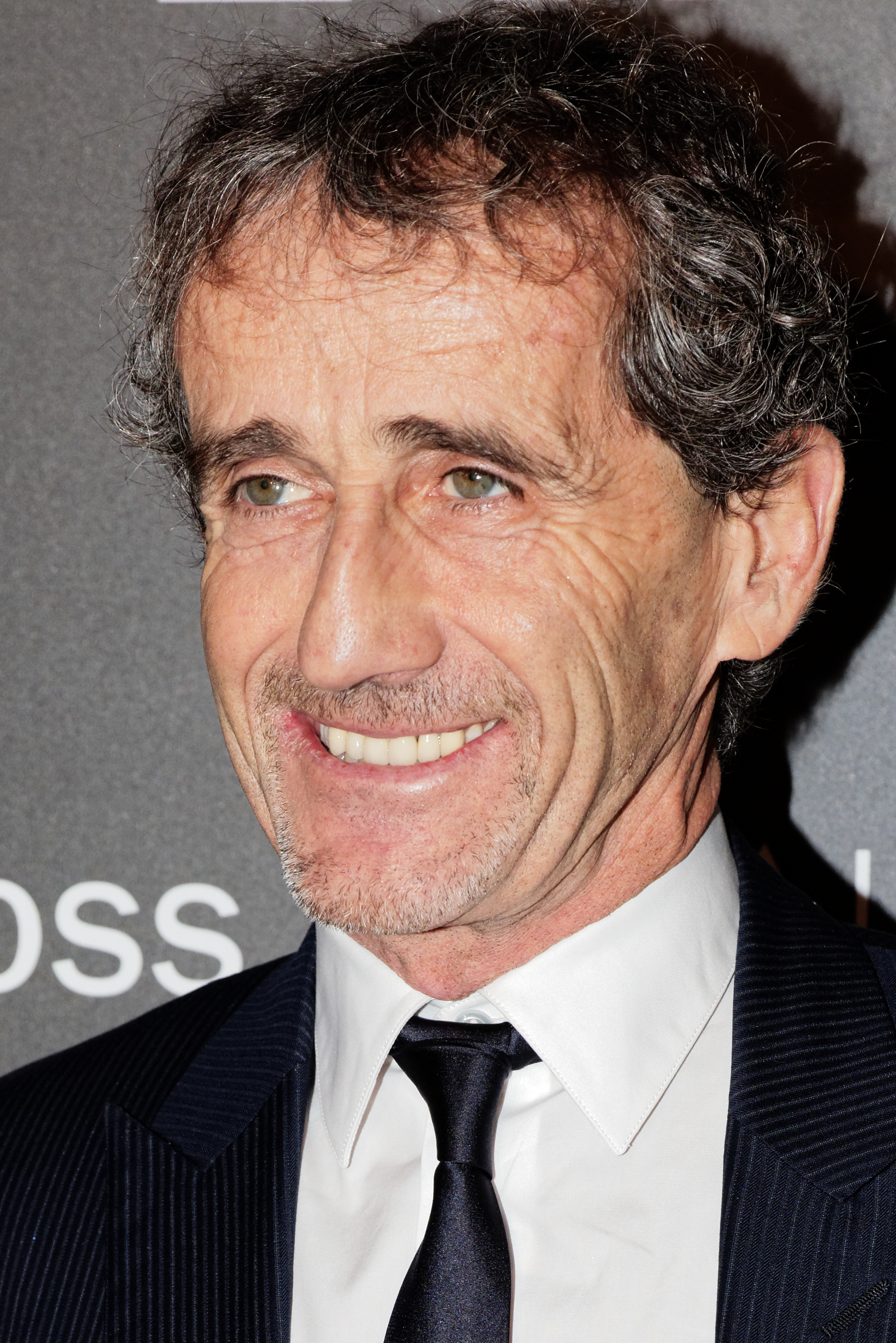
Alain Prost a câștigat 51 de Mari Premii.

## Câștigătorii Marilor Premii
Actualizat după Marele Premiu de la Miami din 2025.
|   | Pilotul concurează în sezonul de Formula 1 din 2025                                                                      |
| ‡ | Pilotul a câștigat cel puțin o dată Campionatul Mondial al Piloților, dar nu a concurat în sezonul de Formula 1 din 2025 |

| Poz.                      | Pilot                       | Victorii | Victorii | Sezoane active                   | Prima victorie                                 | Ultima victorie                                |
| Poz.                      | Pilot                       | Nr.      | %        | Sezoane active                   | Prima victorie                                 | Ultima victorie                                |
| ------------------------- | --------------------------- | -------- | -------- | -------------------------------- | ---------------------------------------------- | ---------------------------------------------- |
| 1                         | Lewis Hamilton‡ (UK)        | 105      | 29,01    | 2007–                            | MP al Canadei din 2007                         | MP al Belgiei din 2024                         |
| 2                         | Michael Schumacher‡ (DEU)   | 91       | 29,54    | 1991–2006, 2010–2012             | MP al Belgiei din 1992                         | MP al Chinei din 2006                          |
| 3                         | Max Verstappen‡ (NLD)       | 64       | 29,77    | 2015–                            | MP al Spaniei din 2016                         | MP al Japoniei din 2025                        |
| 4                         | Sebastian Vettel‡ (DEU)     | 53       | 17,67    | 2007–2022                        | MP al Italiei din 2008                         | MP al statului Singapore din 2019              |
| 5                         | Alain Prost‡ (FRA)          | 51       | 25,25    | 1980–1991, 1993                  | MP al Franței din 1981                         | MP al Germaniei din 1993                       |
| 6                         | Ayrton Senna‡ (BRA)         | 41       | 25,31    | 1984–1994                        | MP al Portugaliei din 1985                     | MP al Australiei din 1993                      |
| 7                         | Fernando Alonso‡ (ESP)      | 32       | 7,8      | 2001, 2003–2018, 2021–           | MP al Ungariei din 2003                        | MP al Spaniei din 2013                         |
| 8                         | Nigel Mansell‡ (UK)         | 31       | 16,14    | 1980–1992, 1994–1995             | MP al Europei din 1985                         | MP al Australiei din 1994                      |
| 9                         | Jackie Stewart‡ (UK)        | 27       | 27,00    | 1965–1973                        | MP al Italiei din 1965                         | MP al Germaniei din 1973                       |
| 10                        | Jim Clark‡ (UK)             | 25       | 34,25    | 1960–1968                        | MP al Belgiei din 1962                         | MP al Africii de Sud din 1968                  |
| =                         | Niki Lauda‡ (AUT)           | 25       | 14,12    | 1971–1979, 1982–1985             | MP al Spaniei din 1974                         | MP al Țărilor de Jos din 1985                  |
| 12                        | Juan Manuel Fangio‡ (ARG)   | 24       | 46,15    | 1950–1951, 1953–1958             | MP al Principatului Monaco din 1950            | MP al Germaniei din 1957                       |
| 13                        | Nelson Piquet‡ (BRA)        | 23       | 11,11    | 1978–1991                        | MP de Vest al Statelor Unite din 1980          | MP al Canadei din 1991                         |
| =                         | Nico Rosberg‡ (DEU)         | 23       | 11,17    | 2006–2016                        | MP al Chinei din 2012                          | MP al Japoniei din 2016                        |
| 15                        | Damon Hill‡ (UK)            | 22       | 18,03    | 1992–1999                        | MP al Ungariei din 1993                        | MP al Belgiei din 1998                         |
| 16                        | Kimi Räikkönen‡ (FIN)       | 21       | 5,95     | 2001–2009, 2012–2021             | MP al Malaysiei din 2003                       | MP al Statelor Unite din 2018                  |
| 17                        | Mika Häkkinen‡ (FIN)        | 20       | 12,12    | 1991–2001                        | MP al Europei din 1997                         | MP al Statelor Unite din 2001                  |
| 18                        | Stirling Moss (UK)          | 16       | 23,88    | 1950–1962                        | MP al Marii Britanii din 1955                  | MP al Germaniei din 1961                       |
| 19                        | Jenson Button‡ (UK)         | 15       | 4,85     | 2000–2017                        | MP al Ungariei din 2006                        | MP al Braziliei din 2012                       |
| 20                        | Jack Brabham‡ (AUS)         | 14       | 10,94    | 1955–1970                        | MP al Principatului Monaco din 1959            | MP al Africii de Sud din 1970                  |
| =                         | Graham Hill‡ (UK)           | 14       | 7,82     | 1958–1975                        | MP al Țărilor de Jos din 1962                  | MP al Principatului Monaco din 1969            |
| =                         | Emerson Fittipaldi‡ (BRA)   | 14       | 9,40     | 1970–1980                        | MP al Statelor Unite din 1970                  | MP al Marii Britanii din 1975                  |
| 23                        | Alberto Ascari‡ (ITA)       | 13       | 38,24    | 1950–1955                        | MP al Germaniei din 1951                       | MP al Elveției din 1953                        |
| =                         | David Coulthard (UK)        | 13       | 5,26     | 1994–2008                        | MP al Portugaliei din 1995                     | MP al Australiei din 2003                      |
| 25                        | Mario Andretti‡ (USA)       | 12       | 9,16     | 1968–1972, 1974–1982             | MP al Africii de Sud din 1971                  | MP al Țărilor de Jos din 1978                  |
| =                         | Carlos Reutemann (ARG)      | 12       | 8,22     | 1972–1982                        | MP al Africii de Sud din 1974                  | MP al Belgiei din 1981                         |
| =                         | Alan Jones‡ (AUS)           | 12       | 10,26    | 1975–1981, 1983, 1985–1986       | MP al Australiei din 1977                      | MP al Las Vegasului din 1981                   |
| 28                        | Jacques Villeneuve‡ (CAN)   | 11       | 6,67     | 1996–2006                        | MP al Europei din 1996                         | MP al Luxemburgului din 1997                   |
| =                         | Rubens Barrichello (BRA)    | 11       | 3,37     | 1993–2011                        | MP al Germaniei din 2000                       | MP al Italiei din 2000                         |
| =                         | Felipe Massa (BRA)          | 11       | 4,04     | 2002, 2004–2017                  | MP al Turciei din 2006                         | MP al Braziliei din 2008                       |
| 31                        | Ronnie Peterson (SWE)       | 10       | 8,13     | 1970–1978                        | MP al Franței din 1973                         | MP al Austriei din 1978                        |
| =                         | Jody Scheckter‡ (ZAF)       | 10       | 8,85     | 1972–1980                        | MP al Suediei din 1974                         | MP al Italiei din 1979                         |
| =                         | James Hunt‡ (UK)            | 10       | 10,75    | 1973–1979                        | MP al Țărilor de Jos din 1975                  | MP al Japoniei din 1977                        |
| =                         | Gerhard Berger (AUT)        | 10       | 4,76     | 1984–1997                        | MP al Mexicului din 1986                       | MP al Germaniei din 1997                       |
| =                         | Valtteri Bottas (FIN)       | 10       | 4,05     | 2013–                            | MP al Rusiei din 2017                          | MP al Turciei din 2021                         |
| 36                        | Mark Webber (AUS)           | 9        | 4,15     | 2002–2013                        | MP al Germaniei din 2009                       | MP al Marii Britanii din 2012                  |
| 37                        | Denny Hulme‡ (NZL)          | 8        | 7,14     | 1965–1974                        | MP al Principatului Monaco din 1967            | MP al Argentinei din 1974                      |
| =                         | Jacky Ickx (BEL)            | 8        | 6,56     | 1967–1979                        | MP al Franței din 1968                         | MP al Germaniei din 1972                       |
| =                         | Daniel Ricciardo (AUS)      | 8        | 3,1      | 2011–                            | MP al Canadei din 2014                         | MP al Italiei din 2021                         |
| =                         | Charles Leclerc (MCO)       | 8        | 5,16     | 2018–                            | MP al Belgiei din 2019                         | MP al Statelor Unite din 2024                  |
| 41                        | René Arnoux (FRA)           | 7        | 4,24     | 1978–1989                        | MP al Braziliei din 1980                       | MP al Țărilor de Jos din 1983                  |
| =                         | Juan Pablo Montoya (COL)    | 7        | 7,37     | 2001–2006                        | MP al Italiei din 2001                         | MP al Braziliei din 2005                       |
| 43                        | Tony Brooks (UK)            | 6        | 15,38    | 1956–1961                        | MP al Marii Britanii din 1957                  | MP al Germaniei din 1959                       |
| =                         | John Surtees‡ (UK)          | 6        | 5,31     | 1960–1972                        | MP al Germaniei din 1963                       | MP al Italiei din 1967                         |
| =                         | Jochen Rindt‡ (AUT)         | 6        | 9,68     | 1964–1970                        | MP al Statelor Unite din 1969                  | MP al Germaniei din 1970                       |
| =                         | Jacques Laffite (FRA)       | 6        | 3,33     | 1974–1986                        | MP al Suediei din 1977                         | MP al Canadei din 1981                         |
| =                         | Gilles Villeneuve (CAN)     | 6        | 8,82     | 1977–1982                        | MP al Canadei din 1978                         | MP al Spaniei din 1981                         |
| =                         | Riccardo Patrese (ITA)      | 6        | 2,33     | 1977–1993                        | MP al Principatului Monaco din 1982            | MP al Japoniei din 1992                        |
| =                         | Ralf Schumacher (DEU)       | 6        | 3,3      | 1997–2007                        | MP al statului San Marino din 2001             | MP al Franței din 2003                         |
| =                         | Sergio Pérez (MEX)          | 6        | 2,11     | 2011–                            | MP al Sakhirului din 2020                      | Marele Premiu al Azerbaidjanului din 2023      |
| =                         | Oscar Piastri (AUS)         | 6        | 11,54    | 2023–                            | MP al Ungariei din 2024                        | MP de la Miami din 2025                        |
| 52                        | Giuseppe Farina‡ (ITA)      | 5        | 14,29    | 1950–1955                        | MP al Marii Britanii din 1950                  | MP al Germaniei din 1953                       |
| =                         | Clay Regazzoni (SUI)        | 5        | 3,6      | 1970–1980                        | MP al Italiei din 1970                         | MP al Marii Britanii din 1979                  |
| =                         | John Watson (UK)            | 5        | 3,25     | 1973–1983, 1985                  | MP al Australiei din 1976                      | MP de Vest al Statelor Unite din 1983          |
| =                         | Keke Rosberg‡ (FIN)         | 5        | 3,91     | 1978–1986                        | MP al Elveției din 1982                        | MP al Australiei din 1985                      |
| =                         | Michele Alboreto (ITA)      | 5        | 2,33     | 1981–1994                        | MP al Las Vegasului din 1982                   | MP al Germaniei din 1985                       |
| =                         | Lando Norris (UK)           | 5        | 3,73     | 2019–                            | MP de la Miami din 2024                        | MP al Australiei din 2025                      |
| 58                        | Bruce McLaren (NZL)         | 4        | 3,85     | 1959–1970                        | MP al Statelor Unite din 1959                  | MP al Belgiei din 1968                         |
| =                         | Dan Gurney (USA)            | 4        | 4,6      | 1959–1968, 1970                  | MP al Franței din 1962                         | MP al Belgiei din 1967                         |
| =                         | Eddie Irvine (UK)           | 4        | 2,7      | 1993–2002                        | MP al Australiei din 1999                      | MP al Malaysiei din 1999                       |
| =                         | Carlos Sainz Jr. (ESP)      | 4        | 1,86     | 2015–                            | MP al Marii Britanii din 2022                  | MP de la Ciudad de México din 2024             |
| 62                        | Mike Hawthorn‡ (UK)         | 3        | 6,38     | 1952–1958                        | MP al Franței din 1953                         | MP al Franței din 1958                         |
| =                         | Peter Collins (UK)          | 3        | 8,57     | 1952–1958                        | MP al Belgiei din 1956                         | MP al Marii Britanii din 1958                  |
| =                         | Phil Hill‡ (USA)            | 3        | 5,77     | 1958–1964, 1966                  | MP al Italiei din 1960                         | MP al Italiei din 1961                         |
| =                         | Didier Pironi (FRA)         | 3        | 4,17     | 1978–1982                        | MP al Belgiei din 1980                         | MP al Țărilor de Jos din 1982                  |
| =                         | Thierry Boutsen (BEL)       | 3        | 1,83     | 1983–1993                        | MP al Canadei din 1989                         | MP al Ungariei din 1990                        |
| =                         | Johnny Herbert (UK)         | 3        | 1,82     | 1989–2000                        | MP al Marii Britanii din 1995                  | MP al Europei din 1999                         |
| =                         | Heinz-Harald Frentzen (DEU) | 3        | 1,88     | 1994–2003                        | MP al statului San Marino din 1997             | MP al Italiei din 1999                         |
| =                         | Giancarlo Fisichella (ITA)  | 3        | 1,3      | 1996–2009                        | MP al Braziliei din 2003                       | MP al Malaysiei din 2006                       |
| =                         | George Russell (UK)         | 3        | 2,24     | 2019–                            | MP de la São Paulo din 2022                    | MP al Las Vegasului din 2024                   |
| 71                        | José Froilán González (ARG) | 2        | 7,69     | 1950–1957, 1960                  | MP al Marii Britanii din 1951                  | MP al Marii Britanii din 1954                  |
| =                         | Bill Vukovich (USA)         | 2        | 33,33    | 1951–1955                        | Indianapolis 500 din 1953                      | Indianapolis 500 din 1954                      |
| =                         | Maurice Trintignant (FRA)   | 2        | 2,33     | 1950–1964                        | MP al Principatului Monaco din 1955            | MP al Principatului Monaco din 1958            |
| =                         | Wolfgang von Trips (RFG)    | 2        | 6,9      | 1956–1961                        | MP al Țărilor de Jos din 1961                  | MP al Marii Britanii din 1961                  |
| =                         | Pedro Rodríguez (MEX)       | 2        | 3,64     | 1963–1971                        | MP al Africii de Sud din 1967                  | MP al Belgiei din 1970                         |
| =                         | Jo Siffert (SUI)            | 2        | 2        | 1962–1971                        | MP al Marii Britanii din 1968                  | MP al Austriei din 1971                        |
| =                         | Peter Revson (USA)          | 2        | 6,25     | 1964, 1971–1974                  | MP al Marii Britanii din 1973                  | MP al Canadei din 1973                         |
| =                         | Patrick Depailler (FRA)     | 2        | 2,11     | 1972, 1974–1980                  | MP al Principatului Monaco din 1978            | MP al Spaniei din 1979                         |
| =                         | Jean-Pierre Jabouille (FRA) | 2        | 3,64     | 1974–1975, 1977–1981             | MP al Franței din 1979                         | MP al Australiei din 1980                      |
| =                         | Patrick Tambay (FRA)        | 2        | 1,63     | 1977–1986                        | MP al Germaniei din 1982                       | MP al statului San Marino din 1983             |
| =                         | Elio de Angelis (ITA)       | 2        | 1,82     | 1979–1986                        | MP al Australiei din 1982                      | MP al statului San Marino din 1985             |
| 82                        | Johnnie Parsons (USA)       | 1        | 11,11    | 1950–1958                        | Indianapolis 500 din 1950                      | Indianapolis 500 din 1950                      |
| =                         | Lee Wallard (USA)           | 1        | 33,33    | 1950–1951                        | Indianapolis 500 din 1951                      | Indianapolis 500 din 1951                      |
| =                         | Luigi Fagioli (ITA)         | 1        | 14,29    | 1950–1951                        | Marele Premiu al Franței din 1951              | Marele Premiu al Franței din 1951              |
| =                         | Piero Taruffi (ITA)         | 1        | 5,56     | 1950–1956                        | Marele Premiu al Elveției din 1952             | Marele Premiu al Elveției din 1952             |
| =                         | Troy Ruttman (USA)          | 1        | 8,33     | 1950–1952, 1954, 1956–1958, 1960 | Indianapolis 500 din 1952                      | Indianapolis 500 din 1952                      |
| =                         | Bob Sweikert (USA)          | 1        | 14,29    | 1952–1956                        | Indianapolis 500 din 1955                      | Indianapolis 500 din 1955                      |
| =                         | Luigi Musso (ITA)           | 1        | 4        | 1954–1958                        | Marele Premiu al Argentinei din 1956           | Marele Premiu al Argentinei din 1956           |
| =                         | Pat Flaherty (USA)          | 1        | 14,29    | 1950–1959                        | Indianapolis 500 din 1956                      | Indianapolis 500 din 1956                      |
| =                         | Sam Hanks (USA)             | 1        | 12,50    | 1950–1957                        | Indianapolis 500 din 1957                      | Indianapolis 500 din 1957                      |
| =                         | Jimmy Bryan (USA)           | 1        | 10       | 1952–1960                        | Indianapolis 500 din 1958                      | Indianapolis 500 din 1958                      |
| =                         | Rodger Ward (USA)           | 1        | 8,33     | 1951–1960, 1963                  | Indianapolis 500 din 1959                      | Indianapolis 500 din 1959                      |
| =                         | Joakim Bonnier (SWE)        | 1        | 0,92     | 1956–1971                        | Marele Premiu al Țărilor de Jos din 1959       | Marele Premiu al Țărilor de Jos din 1959       |
| =                         | Jim Rathmann (USA)          | 1        | 10,00    | 1950, 1952–1960                  | Indianapolis 500 din 1960                      | Indianapolis 500 din 1960                      |
| =                         | Giancarlo Baghetti (ITA)    | 1        | 4,76     | 1961–1967                        | Marele Premiu al Franței din 1961              | Marele Premiu al Franței din 1961              |
| =                         | Innes Ireland (UK)          | 1        | 1,89     | 1959–1966                        | Marele Premiu al Statelor Unite din 1961       | Marele Premiu al Statelor Unite din 1961       |
| =                         | Lorenzo Bandini (ITA)       | 1        | 2,38     | 1961–1967                        | Marele Premiu al Austriei din 1964             | Marele Premiu al Austriei din 1964             |
| =                         | Richie Ginther (USA)        | 1        | 1,85     | 1960–1967                        | Marele Premiu al Mexicului din 1965            | Marele Premiu al Mexicului din 1965            |
| =                         | Ludovico Scarfiotti (ITA)   | 1        | 7,69     | 1963–1968                        | Marele Premiu al Italei din 1966               | Marele Premiu al Italei din 1966               |
| =                         | Peter Gethin (UK)           | 1        | 3,23     | 1970–1974                        | Marele Premiu al Italiei din 1971              | Marele Premiu al Italiei din 1971              |
| =                         | François Cevert (FRA)       | 1        | 2,08     | 1970–1973                        | Marele Premiu al Statelor Unite din 1971       | Marele Premiu al Statelor Unite din 1971       |
| =                         | Jean-Pierre Beltoise (FRA)  | 1        | 1,14     | 1967–1974                        | Marele Premiu al Principatului Monaco din 1972 | Marele Premiu al Principatului Monaco din 1972 |
| =                         | José Carlos Pace (BRA)      | 1        | 1,37     | 1972–1977                        | Marele Premiu al Braziliei din 1975            | Marele Premiu al Braziliei din 1975            |
| =                         | Jochen Mass (RFG)           | 1        | 0,88     | 1973–1982                        | Marele Premiu al Spaniei din 1975              | Marele Premiu al Spaniei din 1975              |
| =                         | Vittorio Brambilla (ITA)    | 1        | 1,27     | 1974–1980                        | Marele Premiu al Austriei din 1975             | Marele Premiu al Austriei din 1975             |
| =                         | Gunnar Nilsson (SWE)        | 1        | 3,13     | 1976–1977                        | Marele Premiu al Belgiei din 1977              | Marele Premiu al Belgiei din 1977              |
| =                         | Alessandro Nannini (ITA)    | 1        | 1,28     | 1986–1990                        | Marele Premiu al Japoniei din 1989             | Marele Premiu al Japoniei din 1989             |
| =                         | Jean Alesi (FRA)            | 1        | 0,5      | 1989–2001                        | Marele Premiu al Canadei din 1995              | Marele Premiu al Canadei din 1995              |
| =                         | Olivier Panis (FRA)         | 1        | 0,63     | 1994–1999, 2001–2004             | Marele Premiu al Principatului Monaco din 1996 | Marele Premiu al Principatului Monaco din 1996 |
| =                         | Jarno Trulli (ITA)          | 1        | 0,39     | 1997–2011                        | Marele Premiu al Principatului Monaco din 2004 | Marele Premiu al Principatului Monaco din 2004 |
| =                         | Robert Kubica (POL)         | 1        | 1,01     | 2006–2010, 2019, 2021            | Marele Premiu al Canadei din 2008              | Marele Premiu al Canadei din 2008              |
| =                         | Heikki Kovalainen (FIN)     | 1        | 0,89     | 2007–2013                        | Marele Premiu al Ungariei din 2008             | Marele Premiu al Ungariei din 2008             |
| =                         | Pastor Maldonado (VEN)      | 1        | 1,04     | 2011–2015                        | Marele Premiu al Spaniei din 2012              | Marele Premiu al Spaniei din 2012              |
| =                         | Pierre Gasly (FRA)          | 1        | 0,63     | 2017–                            | Marele Premiu al Italiei din 2020              | Marele Premiu al Italiei din 2020              |
| =                         | Esteban Ocon (FRA)          | 1        | 0,62     | 2017–2018, 2020–                 | Marele Premiu al Ungariei din 2021             | Marele Premiu al Ungariei din 2021             |
| 115 piloți din 23 de țări |                             |          |          |                                  |                                                |                                                |

### După naționalitate
| Poz. | Țara                       | Victorii | Piloți |
| ---- | -------------------------- | -------- | ------ |
| 1    | Regatul Unit               | 317      | 21     |
| 2    | Germania                   | 179      | 7      |
| 3    | Brazilia                   | 101      | 6      |
| 4    | Franța                     | 81       | 14     |
| 5    | Țările de Jos              | 64       | 1      |
| 6    | Finlanda                   | 57       | 5      |
| 7    | Australia                  | 49       | 5      |
| 8    | Italia                     | 43       | 15     |
| 9    | Austria                    | 41       | 3      |
| 10   | Argentina                  | 38       | 3      |
| 11   | Spania                     | 36       | 2      |
| 11=  | Statele Unite ale Americii | 33       | 15     |
| 13   | Canada                     | 17       | 2      |
| 14   | Noua Zeelandă              | 12       | 2      |
| 14=  | Suedia                     | 12       | 3      |
| 16   | Belgia                     | 11       | 2      |
| 17   | Africa de Sud              | 10       | 1      |
| 18   | Mexic                      | 8        | 2      |
| 18=  | Monaco                     | 8        | 1      |
| 20   | Columbia                   | 7        | 1      |
| 20=  | Elveția                    | 7        | 2      |
| 22   | Polonia                    | 1        | 1      |
| 22=  | Venezuela                  | 1        | 1      |